# Most Astoria-Megler
Most Astoria-Megler – most kratownicowy nad ujściem rzeki Kolumbia do Oceanu Spokojnego, łączący amerykańskie miejscowości Astoria w stanie Oregon i Megler w stanie Waszyngton. Jego długość wynosi 6545 m, co czyni go najdłuższym mostem kratownicowym w Ameryce Północnej. Most oddany został do użytku 27 sierpnia 1966, po niecałych czterech latach budowy.
Główne przęsło znajduje się po stronie oregońskiej, a jego długość wynosi 376 m. Most został zbudowany tak, by wytrzymał huraganowe wiatry do 240 km/h i prąd rzeczny do 14 km/h. Według danych z roku 2004 most Astoria-Megler pokonuje dziennie 7100 pojazdów.